# Aspalathus lanifera
Aspalathus lanifera är en ärtväxtart som beskrevs av Rolf Martin Theodor Dahlgren. Aspalathus lanifera ingår i släktet Aspalathus och familjen ärtväxter. Inga underarter finns listade i Catalogue of Life.